# سنگ‌چشم سرسفید شمالی
سنگ‌چشم سرسفید شمالی (نام علمی: Eurocephalus rueppelli) نام یک گونه از تیره سنگ‌چشم است.